# 제16회 서울국제사랑영화제
제16회 서울국제사랑영화제는 2019년 5월 7일에 열린 시상식이다.

## 수상 및 후보

### 기독영화인상
- 폴란드로 간 아이들 - 추상미 수상

### 사전제작지원작
- 가이드 러너 - 최윤우 수상

### 아가페 초이스
- 와일드 로지스 - 애나 야도우스카
- 술레이만 마운틴 - 엘리자베타 스티쇼바
- 본 인 에빈 - 마리엄 자리
- 형제 - 오무르 아타이
- 무화과 나무 - 알라모크 다비디언
- 원 데이 - 소피아 실라기
- 베르히만: 가장 빛나던 순간 1957년 - 얀 망누손

### 미션 초이스
- 팔라우 - 케빈 노블락
- 언플랜드 - 척 콘젤만 외 1명
- 천로역정: 천국을 찾아서 - 로버트 페르난데스
- 북간도의 십자가 - 반태경
- 베데스다 인 제팬 - 이원식
- 내 이웃이 되어 줄래요? - 모건 네빌

### SIAFF 특별전
- 소명 - 신현원
- 제자, 옥한흠 - 김상철
- 로마서 8:37 - 신연식
- 일사각오 - 권혁만
- 폴란드로 간 아이들 - 추상미
- 아이엠 호프맨 - 나현태
- 남도의 백합화 - 권순도
- 시선 - 이장호
- 서서평, 천천히 평온하게 - 홍주연
- 당신이 알지 못하나이다 - 신은섭
- 그 언덕을 지나는 시간 - 방성준
- 내 차례 - 김나경
- 서서평, 천천히 평온하게 - 홍현정

### 필름포럼 초이스
- 하나님과의 인터뷰 - 페리 랑
- 퍼스트 리폼드 - 폴 슈레이더
- 아픈만큼 사랑한다 - 임준현
- 교회오빠 - 이호경
- 로지 - 패디 브레스내치